# Hanlontown (Iowa)
Hanlontown es una ciudad ubicada en el condado de Worth en el estado estadounidense de Iowa. En el Censo de 2010 tenía una población de 226 habitantes y una densidad poblacional de 89,77 personas por km².

## Geografía
Hanlontown se encuentra ubicada en las coordenadas 43°16′51″N 93°22′44″O / 43.28083, -93.37889. Según la Oficina del Censo de los Estados Unidos, Hanlontown tiene una superficie total de 2.52 km², de la cual 2.52 km² corresponden a tierra firme y (0%) 0 km² es agua.

## Demografía
Según el censo de 2010, había 226 personas residiendo en Hanlontown. La densidad de población era de 89,77 hab./km². De los 226 habitantes, Hanlontown estaba compuesto por el 97.35% blancos, el 0.88% eran afroamericanos, el 0% eran amerindios, el 0.44% eran asiáticos, el 0% eran isleños del Pacífico, el 0.44% eran de otras razas y el 0.88% pertenecían a dos o más razas. Del total de la población el 4.87% eran hispanos o latinos de cualquier raza.